# 卡西莫夫韃靼人
卡西莫夫韃靼人是韃靼人的分支，主要分布於俄羅斯中央聯邦管區梁贊州(原卡西姆汗國)。部分定居在聖彼得堡，莫斯科，梁贊，喀山，塔什干和其他城市。

## 語言和宗教
他們講一個特殊的韃靼語方言，受到米沙爾方言影响。他們多数是遜尼派穆斯林，十七世纪後一些人信仰東正教。

## 歷史
卡西莫夫名稱來自喀山汗國王子卡西姆，他後來逃往莫斯科公國成立了卡西姆汗國。
卡西莫夫韃靼人是以當地芬蘭烏戈爾部落及突厥人為基礎，與各汗國的王子融合而成。
卡西姆汗國是俄国與喀山的緩衝國，積極參與在莫斯科國家的內部和外部事務。十七世纪末汗國被取缔後，卡西莫夫韃靼人一些成為農民，一些成为商人，一些被俄國派往中亞招撫當地突厥人。
到今天為止，卡西莫夫韃靼人的數量不超過1100人。